# 仓房镇
仓房镇是河南省南阳市淅川县下辖的一个镇，位于淅川县西南部与湖北省丹江口市接壤，丹江口水库西岸。仓房镇境内始建于唐代的香严寺远近闻名，曾是慧忠国师的道场，也是著名的佛教寺庙。仓房镇历史上曾是博山侯孔光的封地，时称博山侯国。光武帝刘秀称帝前，曾在此驻军， 并筑仓房储粮。

## 历史及建制

### 得名
据说在兴建香严寺时，曾在此设简易粮仓，故名。另据传，西汉末年王莽撵刘秀行至此地，安营扎寨，修建大小军马仓房。

### 古代史
楚国人王禅居鬼谷（今党子谷），号鬼谷子，曾于此授业孙膑、庞涓。今存李家庄附近王禅洞及孙膑看桃源处。汉朝绥和二年，孔光被封为博山简列侯，改顺阳为博山侯国。刘秀曾在此地驻军，并筑仓房储粮。南北朝时， 齐太尉陈显达与北魏武卫将军元嵩大战于此，伏尸三万余,齐师败走均口。唐代仓房境内的白崖山香严寺曾为慧忠国师的道场。明代分属淅川县雷山、顺阳和内乡县堡南、 石桥4保。清代改保为里。

### 近代史
1909年改属浙川县东二区(李官桥)第五段。1942年一部分属于内乡县南三区（灵关殿），剩余部分为淅川县第八区（李官桥）。 1948年改属淅川县第七区（李官桥）。1957年为仓房乡。1969年为仓房人民公社。1983年改为仓房乡。1999年建仓房镇。

## 自然地理
秦岭余脉从湖北省郧县的东部绵延入境，境内北部的十步山和西部的羊洞山都是四峰山东南延伸之余脉。东滨丹江口水库，西接湖北省丹江口市薛桥乡。水岸线长46公里，水域面积占2％， 丘陵23％， 山地75％。仓房镇的矿产资源石膏储量较高，还有萤石、白云石、大理石、石英石等。

## 名胜古迹
从仓房下寺龙山春秋楚墓群出土文物7000余件，其中编钟、列鼎、甬钟、石排萧为稀世之国宝。 仓房和尚岭与徐家岭楚墓群是继下寺楚墓之后在河南发现的最大的一批春秋战国时期的楚国贵族墓群。香严寺始建于唐代，位于仓房镇西北部的白崖山中，是中原四大名刹之一。坐禅谷是国家3A级风景区位于香严寺附近。
| 丹江口水库旅游图                                                                                           |
| --- |
| ▲丹江口大坝 ▲武当山 ▲ 丹江大观苑 ▲坐禅谷 香严寺▲ 太极峡▲ 八仙洞 ▲丹江小三峡 ▲ 丹阳湖 渠首 ▲ 杏山地质公园 ▼ |